# Lophospermum
Lophospermum es un género con 21 especies de plantas de flores perteneciente a la familia Scrophulariaceae. 

## Especies seleccionadas
| - Lophospermum atrosanguineum - Lophospermum breedlovei - Lophospermum chiapense - Lophospermum erectum - Lophospermum erubescens - Gloxinia trepadora - Lophospermum hintonii - Lophospermum nubicola | - Lophospermum physalodes - Lophospermum purpurascens - Lophospermum purpusii - Lophospermum rhodochiton - Lophospermum scandens - Lophospermum spectabile - Lophospermum turneri |